# Ратников, Сергей
Сергей Ратников (21 ноября 1959 года, Пярну, Эстонская ССР, СССР) — советский и эстонский футболист; тренер.

## Биография

### Карьера футболиста
Футболом начал заниматься в 1967 году в Пярнуской спортшколе (первые тренеры — Т.Меликайнен, А.Вольтер). Талантливый техничный мальчишка в 13 лет был приглашен во взрослую команду пярнуского «Калева», а два года спустя играл уже за «Калакомбинат», в составе которого стал чемпионом ЭССР 1985 года.
В 1981 году прошёл стажировку в московском «Спартаке», в составе которого сыграл два матча за дублирующий состав.
В 1983 и в 1987 годах играл за таллинский «Спорт» во второй лиге чемпионата СССР.
В начале 1990-х Сергей Ратников выступал за финские клубы «Яро» и «БК-ИФК». С 1993 по 1995 футболист играл за «Флору». Одновременно с этим он начинал тренировать пярнуский «Тервис».
За сборную Эстонии с 1992 по 1994 годы сыграл 14 матчей.

### Карьера тренера
Тренерскую карьеру Ратников начал в 1985 году и сразу же в качестве играющего тренера привел пярнуский «Калакомбинат» к победе в чемпионате ЭССР.
В 1993-96 тренировал пярнуский «Тервис», также работал главным тренером в командах: «Лелле СК» (1996/97), «Тулевике» (1997/98), таллинском «Садаме» (1998).
В 1999 и 2000 годах дважды подряд приводил к победе в Чемпионате Эстонии «Левадию».
С 2002 по 2008 с перерывом возглавлял таллинский «ТФМК» (в чемпионском сезоне 2005 был помощником Вячеслава Булавина). В 2006—2007 года работал с дублем тартуской «Таммеки».
В сезоне 2009 завоевал «бронзу» первенства страны во главе нарвского «Транса». С 2010 по 2012 годы работал главным тренером таллиннского «Калева».
Весной 2013 года Сергей Ратников возглавил «Калев» (Силламяэ), а в 5 марта 2014 года покинул клуб. С ноября 2015 по 11 июля 2016 возглавлял «Левадию».

## Достижения

### Игрока
- Чемпион Эстонской ССР: 1985.
- Чемпион Эстонии (2): 1993-94, 1994-95.
- Обладатель Кубка Эстонии (1): 1994-95.

### Тренера
- Чемпион Эстонской ССР: 1985.
- Чемпион Эстонии (2): 1999, 2000.
- Обладатель Кубка Эстонии (2): 1999, 2000.
- Обладатель Суперкубка Эстонии (2): 1999, 2000.
- Серебряный призёр Чемпионата Эстонии (2): 2003, 2004.
- Серебряный призёр Чемпионата Эстонии (1): 2009.

## Семья
Сыновья Сергея Ратникова Даниил и Эдуард являются футболистом. Они выступали во многих командах, которыми руководил отец.